# Les Trois Prétendants
Pour plus de détails, voir Fiche technique et Distribution.
Les Trois Prétendants (婚約三羽烏, Kon'yaku sanbagarasu) est un film japonais réalisé par Yasujirō Shimazu, sorti en 1937.

## Synopsis
Trois jeunes hommes tentent de postuler pour un poste de vendeur dans un grand magasin tokyoïte. À la suite d'un entretien, ils sont embauchés pour une période d'essai. C'est Reiko, la fille du propriétaire qui a conseillé à son père de sélectionner de beaux jeunes hommes pour attirer la clientèle féminine du magasin. Shin, Ken et Shūji sont très différents de caractère, mais tous les trois s'éprennent de Reiko. Une rivalité nait entre les trois prétendants, compliquée par le fait que chacun d'eux a une petite amie ou une fiancée désormais devenue gênante. Lorsqu'ils apprennent que Reiko va se marier avec un baron de retour des États-Unis, les trois larrons doivent se rabibocher avec leur petite amie.

## Fiche technique
- Titre : Les Trois Prétendants[1]
- Titre original : 婚約三羽烏 (Kon'yaku sanbagarasu?)[2]
- Réalisation : Yasujirō Shimazu
- Scénario : Yasujirō Shimazu
- Photographie : Shōjirō Sugimoto
- Société de production : Shōchiku
- Pays d'origine :  Empire du Japon
- Langue originale : japonais
- Format : noir et blanc — 1,37:1 — 35 mm — son mono
- Genres : comédie
- Durée : 66 minutes
- Date de sortie : 
  - Empire du Japon : 14 juillet 1937[3]

## Distribution
- Shin Saburi : Shin Miki
- Shūji Sano : Shūji Kamura
- Ken Uehara : Ken Taniyama

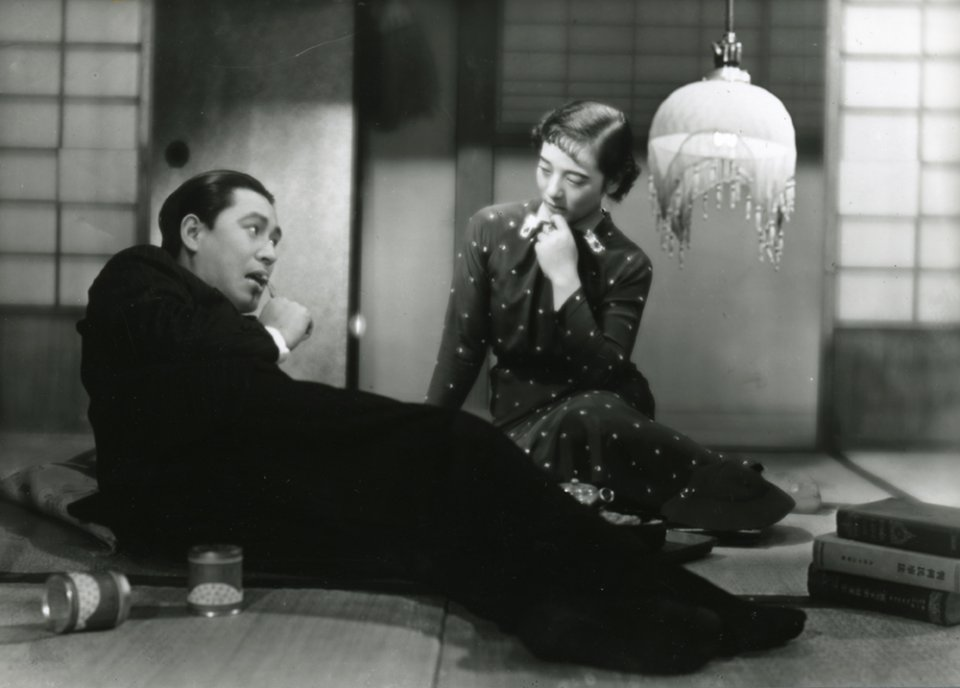
Scène du film avec Shin Saburi et Kuniko Miyake.

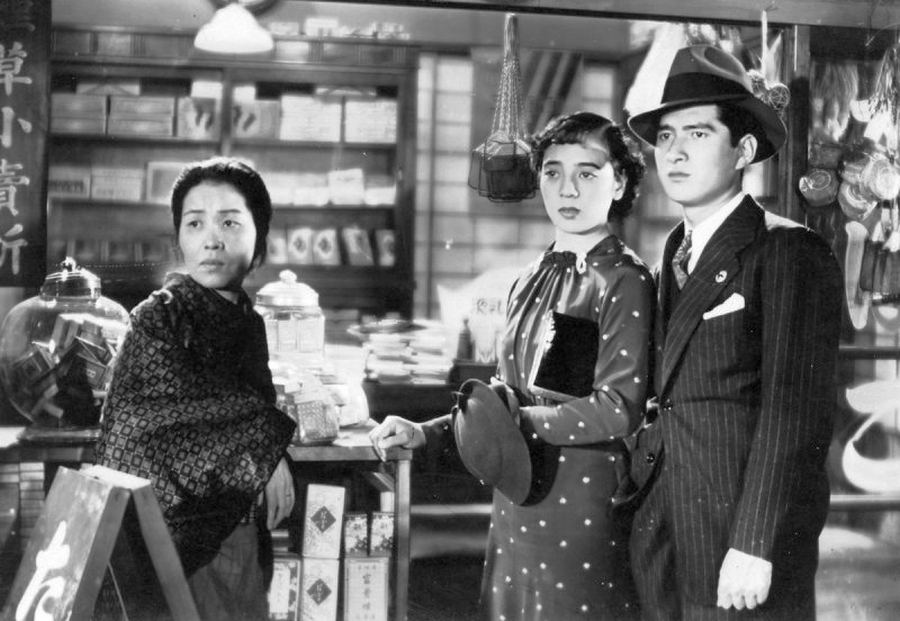
Scène du film avec Chōko Iida, Kuniko Miyake et Shūji Sano.

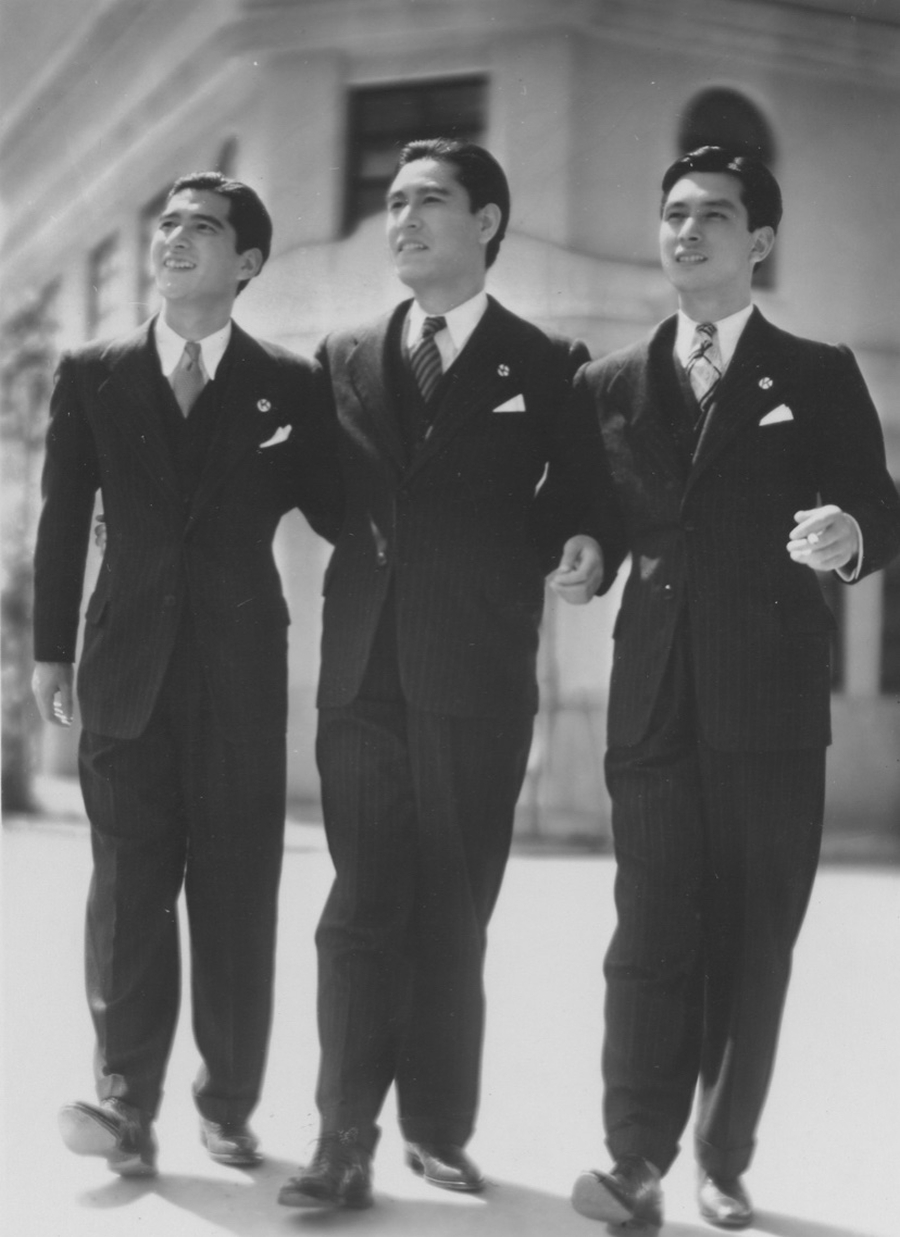
De g. à d. : Shūji Sano, Shin Saburi et Ken Uehara.

- Kuniko Miyake : Junko, la petite amie de Shūji
- Mieko Takamine : Reiko Kageyama
- Hideo Takeda : Sonshichi Kageyama, le propriétaire du magasin et le père de Reiko
- Fumiko Katsuragi : la femme de Sonshichi
- Chōko Iida : la marchande de tabac, voisine de Shūji
- Ryōtarō Mizushima (ja) : le père de Ken
- Fumiko Okamura : la mère de Ken
- Kimiyo Ōtsuka (ja) : Haruko, la sœur de Ken
- Masami Morikawa : Eiko, la fiancée de Ken
- Tatsuo Saitō : M. Ana, un directeur du magasin
- Reikichi Kawamura : M. Isoyama, le manager du magasin
- Kazuko Komaki : Osen, la fiancée de Shin
- Tokuji Kobayashi : un candidat pour un emploi
- Kinuko Wakamizu